# День выборов 2
«День вы́боров 2» — российский комедийный фильм 2015 года с участием актёров «Квартета И». Премьера состоялась 18 февраля 2016 года. Телевизионная премьера состоялась 4 апреля 2016 года на телеканале ТНТ.

## Сюжет
Действие фильма «День выборов 2» разворачивается «в одной из областей Поволжья» спустя восемь лет после событий первой части. Игорь Владимирович Цаплин, бывший массажист, избранный когда-то благодаря блистательной импровизации коллектива радиостанции «Как бы радио» и оказавшийся вполне приличным губернатором, готовится баллотироваться на третий срок.
Однако ситуация осложняется, когда в областном центре прямо в момент торжественного открытия обрушивается недавно построенный мост через Волгу. Это происшествие заставляет московских чиновников задуматься о возможной смене руководства региона. Местные бизнесмены, совершенно не заинтересованные в резких изменениях во власти, обращаются за помощью к бывшим сотрудникам «Как бы радио», которые когда-то так эффективно и результативно реализовали избирательную кампанию Цаплина.
Сложность задачи усугубляется тем, что сам Цаплин, уставший от восьмилетнего постоянного напряжения, неожиданно отказывается участвовать в дальнейших политических играх. Перед командой политтехнологов встает сложная задача: в кратчайшие сроки найти новую фигуру, способную подстраховать губернатора в предвыборных мероприятиях. В результате они останавливают свой выбор на Камиле Ренатовиче Ларине, также бывшем сотруднике «Как бы радио».
В ходе предвыборной кампании команда сталкивается с различными препятствиями и комичными ситуациями. Одним из неожиданных поворотов становится подключение к выборам местного полуинтеллигентного алкоголика Виктора Ивановича Балашова — найденного по просьбе москвичей полного тёзки основного конкурента Цаплина. Ярко включается в избирательный процесс в качестве доверенного лица Камиля Ларина и мелкий жулик «отец Иннокентий».
Фильм раскрывает перипетии избирательной кампании, показывая работу политтехнологов, взаимодействие с местными властями и бизнесменами, а также влияние федерального центра на региональные выборы. Комедийный жанр картины позволяет в юмористической форме отразить реалии российской политической жизни и избирательного процесса.

## В ролях
| Актёр                | Роль |
| -------------------- | --- |
| Ростислав Хаит       | Слава, бывший сотрудник радиостанции «Как бы радио», политтехнолог-креативщик                                                  |
| Леонид Барац         | Лёша, бывший сотрудник радиостанции «Как бы радио», политтехнолог-креативщик                                                   |
| Александр Демидов    | Александр, бывший сотрудник радиостанции «Как бы радио», помощник губернатора Цаплина                                          |
| Камиль Ларин         | Камиль Ренатович Ларин, бывший сотрудник радиостанции «Как бы радио», новый кандидат в губернаторы                             |
| Нонна Гришаева       | Нонна Валентиновна, бывшая сотрудница радиостанции «Как бы радио», телеведущая из Москвы                                       |
| Максим Виторган      | Максим, бывший сотрудник радиостанции «Как бы радио», телеведущий из Москвы                                                    |
| Василий Уткин        | Игорь Владимирович Цаплин, действующий губернатор                                                                              |
| Михаил Ефремов       | Михаил Олегович (он же «отец Иннокентий»), мелкий жулик, доверенное лицо кандидата в губернаторы К. Р. Ларина                  |
| Алексей Макаров      | Виктор Иванович Балашов, кандидат в губернаторы, главный конкурент Цаплина и Ларина                                            |
| Алексей Кортнев      | Алексей Анатольевич Парамонов, казачий атаман                                                                                  |
| Михаил Козырев       | Михаил Натанович, бывший программный директор радиостанции «Как бы радио», руководитель консалтингового агентства «Misha & Co» |
| Ян Цапник            | Василий Егорович, председатель областной избирательной комиссии                                                                |
| Агриппина Стеклова   | жена председателя облизбиркома                                                                                                 |
| Александр Самойленко | Фёдор Викторович, местный бизнесмен                                                                                            |
| Андрей Смоляков      | Валентин Степанович, высокопоставленный сотрудник администрации президента                                                     |
| Сергей Бурунов       | Андрей Егорович, помощник Валентина Степановича                                                                                |
| Олег Дуленин         | врач |
| Артём Осипов         | есаул |
| Сергей Стёпин        | телохранитель Цаплина |
| Тимофей Трибунцев    | Виктор Иванович Балашов, местный алкоголик, полный тёзка кандидата в губернаторы                                               |
| Константин Чепурин   | Николай, алкоголик, собутыльник лже-Балашова                                                                                   |
| Михаил Полицеймако   | Михаил Семёнович, режиссер ВолгаТВ                                                                                             |
| Сергей Степанченко   | Пётр Сергеевич Потайчук, прокурор области                                                                                      |
| Виктор Низовой       | Ляшенко, начальник областного управления МЧС                                                                                   |
| Дмитрий Межевич      | Иван Всеволодович Колокольников, старейший житель области                                                                      |
| Максим Литовченко    | Сергей Петрович, руководитель избирательного штаба Балашова                                                                    |
| Павел Баршак         | Паша, актёр в студии звукозаписи                                                                                               |
| Наталья Кашкадаева   | голос жены Камиля |

## Съёмки

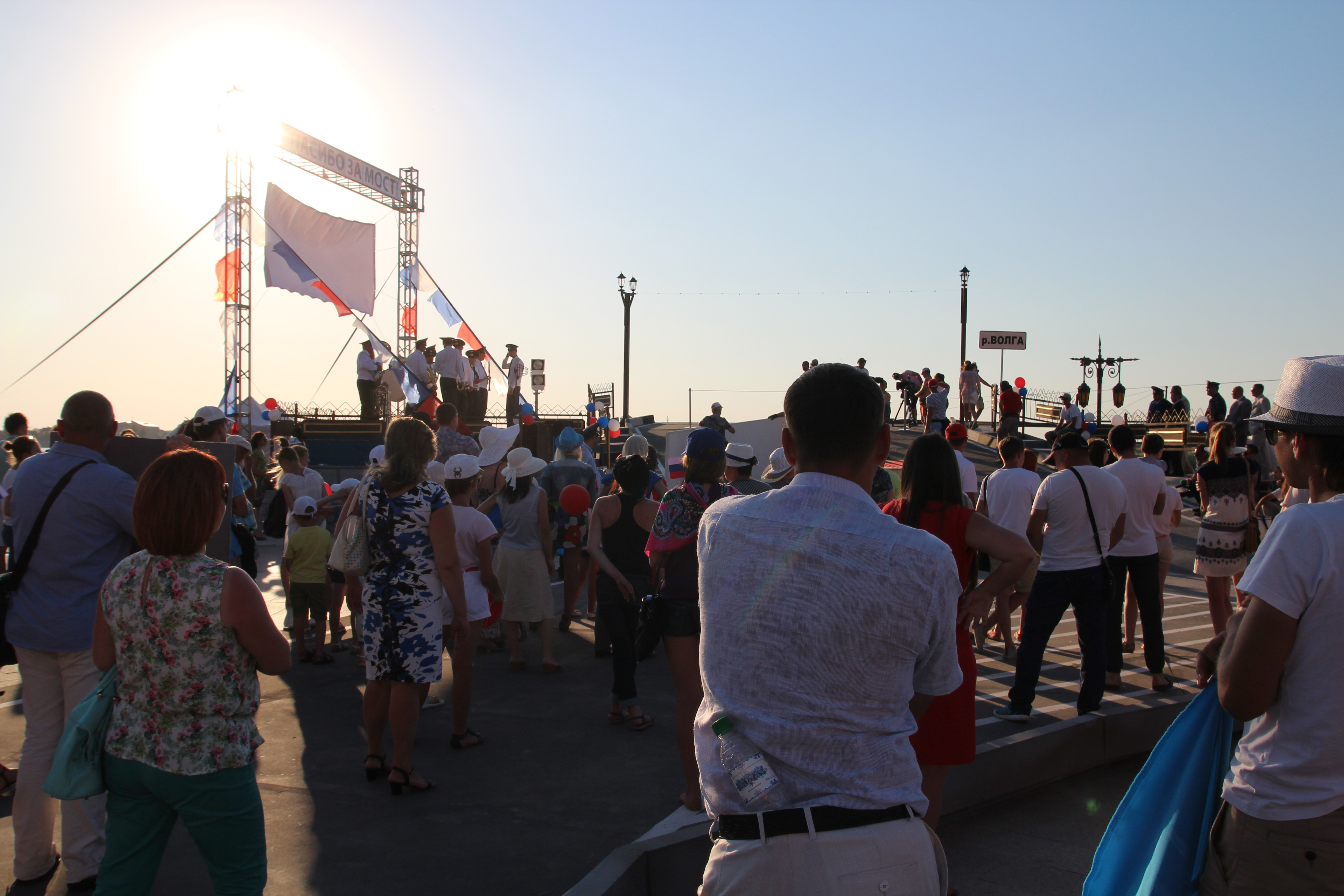
Съёмка эпизода с открытием моста

Съёмки фильма проводились в Астрахани на центральных улицах и набережных, в исторических зданиях. В массовках были задействованы жители города и студенты местных вузов.

## Саундтрек
- «Несчастный случай» — «Выборы»
- «Сплин» — «Чёрная „Волга“»
- Людмила Зыкина — «Течёт река Волга»
- Ирина Аллегрова — «Императрица»
- Александр Барыкин — «Букет»